# Prunay-en-Yvelines
Prunay-en-Yvelines ist eine französische Gemeinde mit 820 Einwohnern (Stand: 1. Januar 2022) im Département Yvelines in der Region Île-de-France. Sie gehört zum Arrondissement Rambouillet und zum Kanton Rambouillet (bis 2015: Kanton Saint-Arnoult-en-Yvelines). Die Einwohner werden Prunaysiens genannt.

## Geographie
Prunay-en-Yvelines liegt etwa 54 Kilometer südwestlich von Paris und etwa 12 Kilometer südsüdwestlich von Rambouillet. Umgeben wird Prunay-en-Yvelines von den Nachbargemeinden Orphin im Norden und Nordwesten, Orcemont im Norden, Sonchamp im Nordosten, Ablis im Osten, Orsonville im Süden und Südosten sowie Auneau-Bleury-Saint-Symphorien im Südwesten und Westen.

## Geschichte
1979 wurde die bis dahin Prunay-sous-Ablis genannte Gemeinde mit der Kommune Craches zur heutigen Gemeinde Prunay-en-Yvelines zusammengeschlossen.

## Bevölkerungsentwicklung
| Jahr                      | 1962 | 1968 | 1975 | 1982 | 1990 | 1999 | 2006 | 2012 |
| Einwohner                 | 470  | 472  | 512  | 623  | 762  | 846  | 814  | 810  |
| Quelle: Cassini und INSEE |      |      |      |      |      |      |      |      |

## Sehenswürdigkeiten

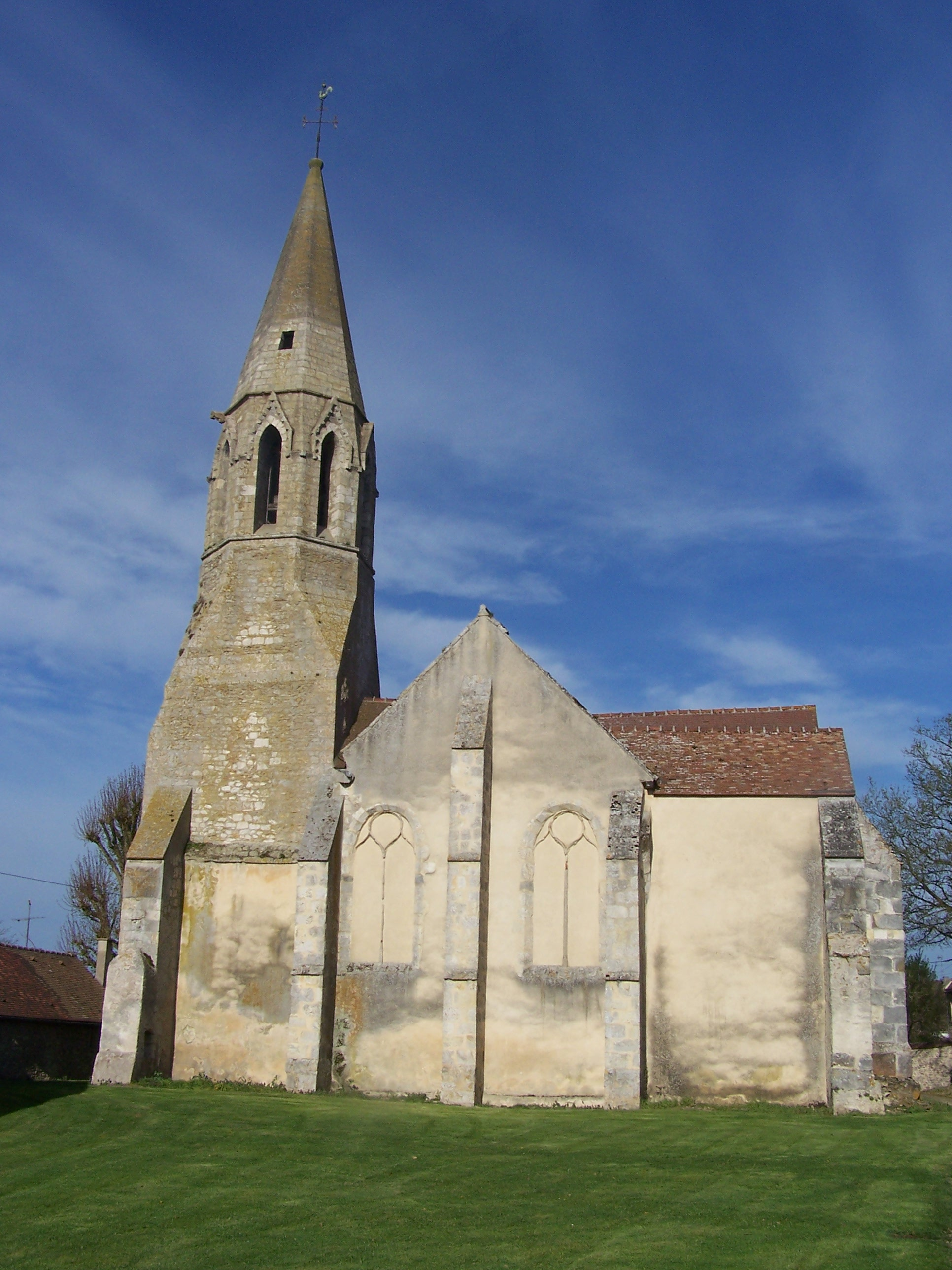
Kirche Saint-Pierre-et-Saint-Paul
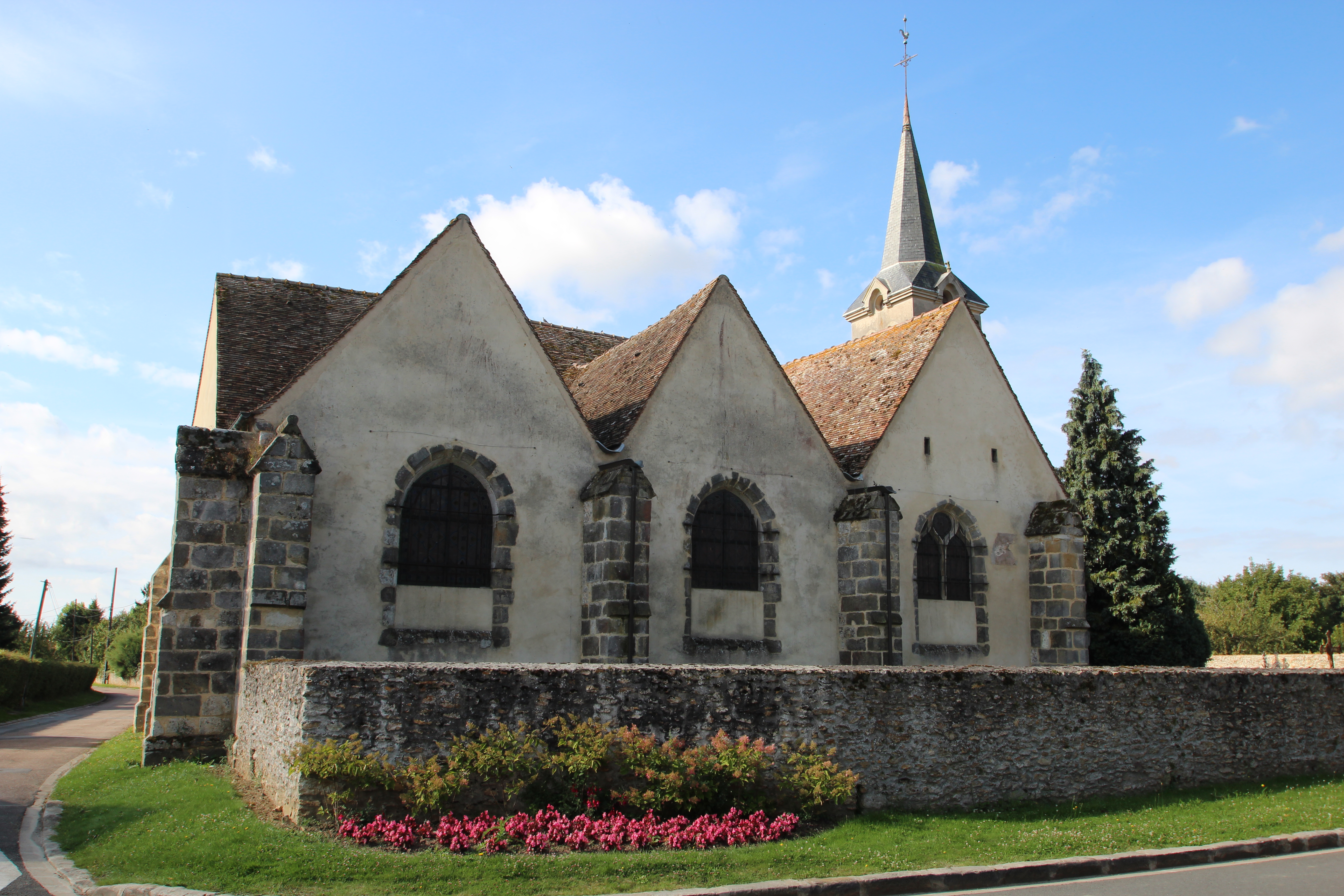
Kirche Notre-Dame-de-la-Crèche-et-Saint-Gorgon
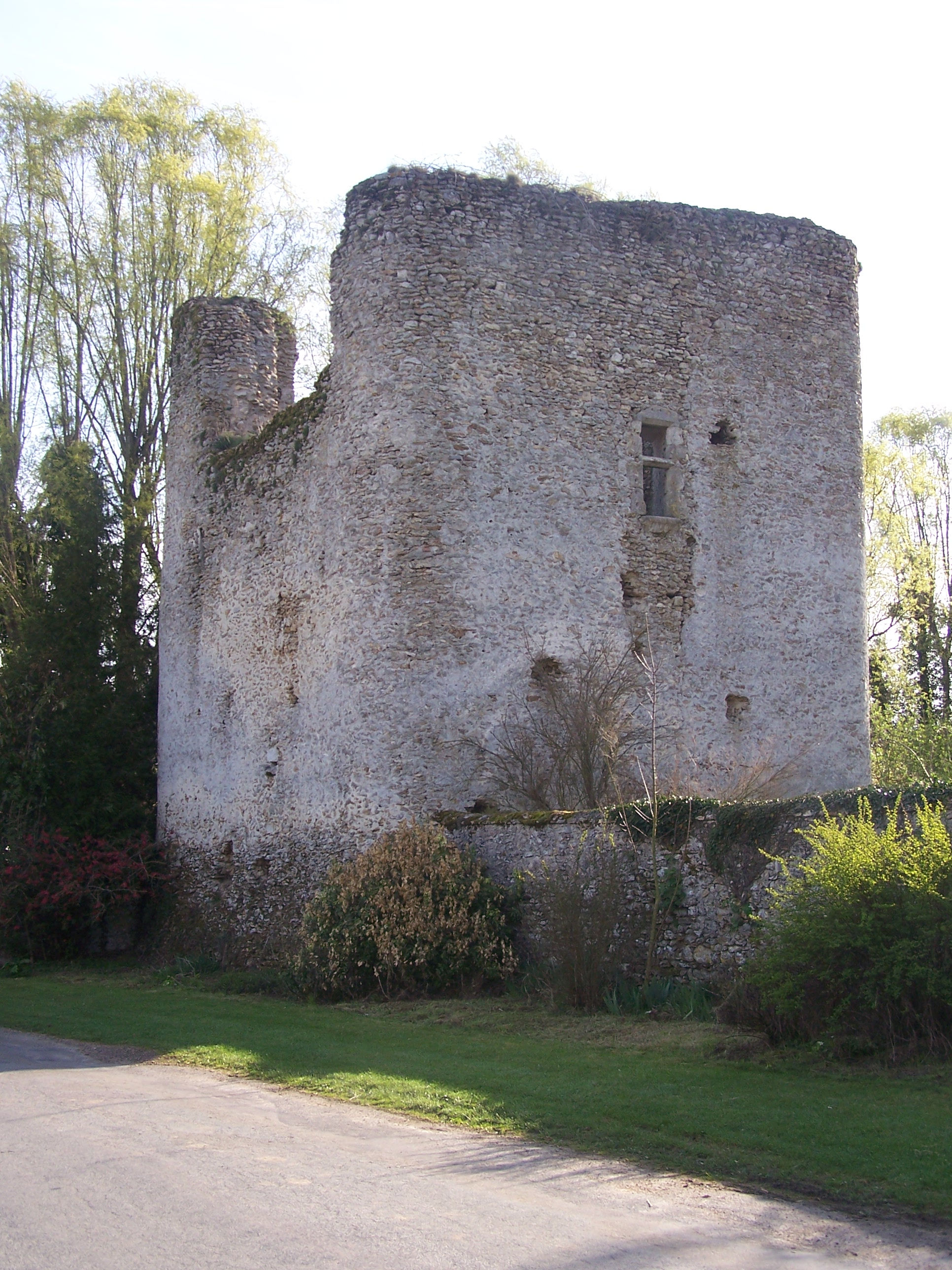
Ruine des sog. Sarazenenturms (Tour Sarrazine)
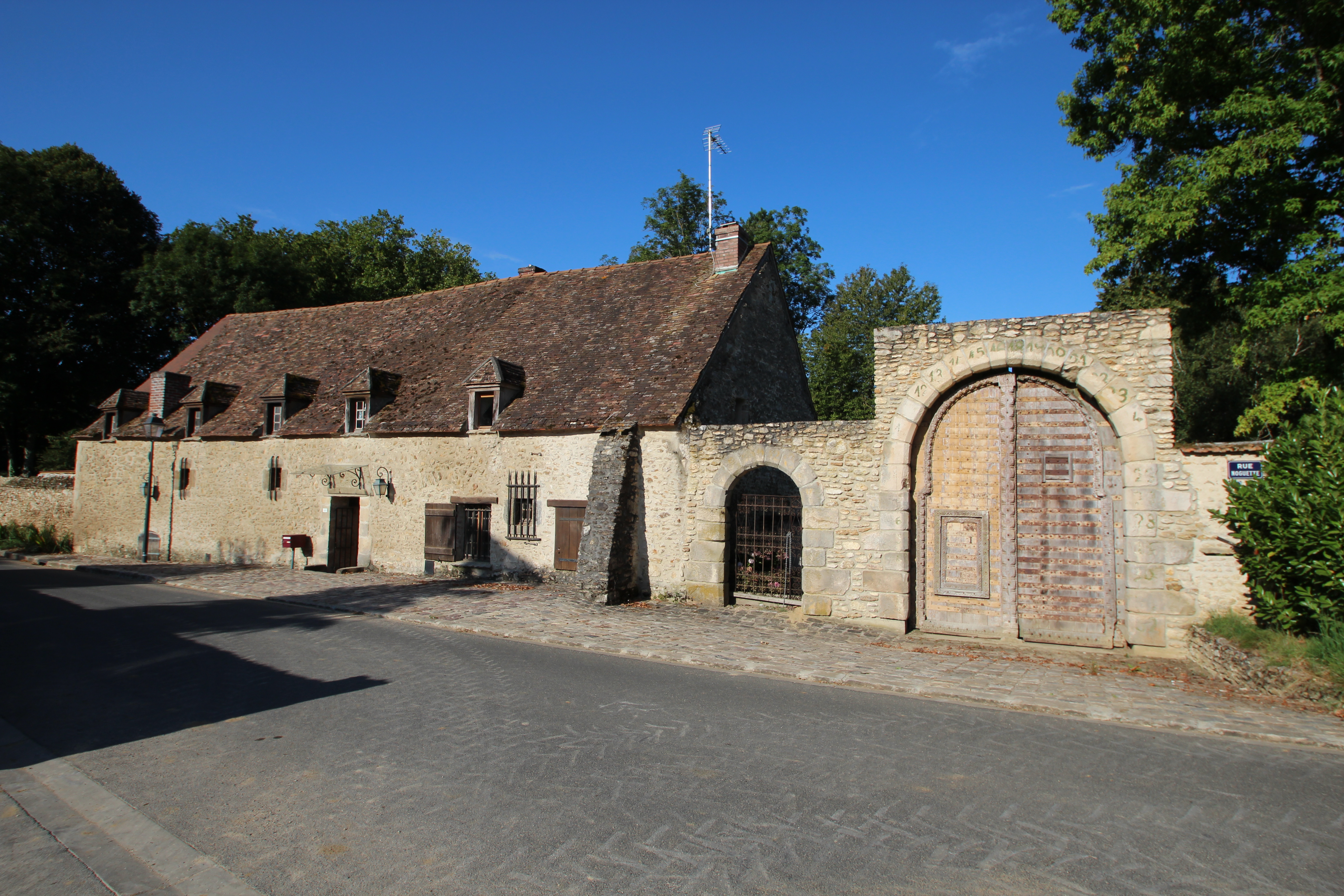
Viadukt von Gourville
- Wehrhaus in Gourville
- sog. Sarazenenturm

- Kirche Saint-Pierre-et-Saint-Paul
- Kirche Notre-Dame-de-la-Crèche-et-Saint-Gorgon
- Ruine des sog. Sarazenenturms (Tour Sarrazine)
- Wehrhaus von Gourville

## Gemeindepartnerschaften
Mit der deutschen Gemeinde Kreuth in Bayern besteht seit 2005 eine Partnerschaft.

## Persönlichkeiten
- Luigi Trussardi (1938–2010), Jazz-Bassist